# Chválenice
Chválenice är en ort i Tjeckien.   Den ligger i regionen Plzeň, i den västra delen av landet, 80 km sydväst om huvudstaden Prag. Chválenice ligger 458 meter över havet och antalet invånare är 564.
Terrängen runt Chválenice är huvudsakligen platt, men åt nordost är den kuperad.Runt Chválenice är det ganska tätbefolkat, med 100 invånare per kvadratkilometer. Närmaste större samhälle är Plzeň, 13,6 km nordväst om Chválenice. Trakten runt Chválenice består till största delen av jordbruksmark.